# 砲兵博物館
砲兵博物館，全称炮兵及工兵部队、通信部队的军事历史博物馆（俄语：Военно-исторический музей артиллерии, инженерных войск и войск связи），是俄羅斯聖彼得堡的一座军事博物館。

## 简介
炮兵及工兵部队、通信部队的军事历史博物馆位于圣彼得堡彼得格勒区。它的前身是彼得堡罗要塞防御网一部分的冠堡岛武器库，拥有超过85万件展品现在由俄罗斯国防部管理。

## 展品

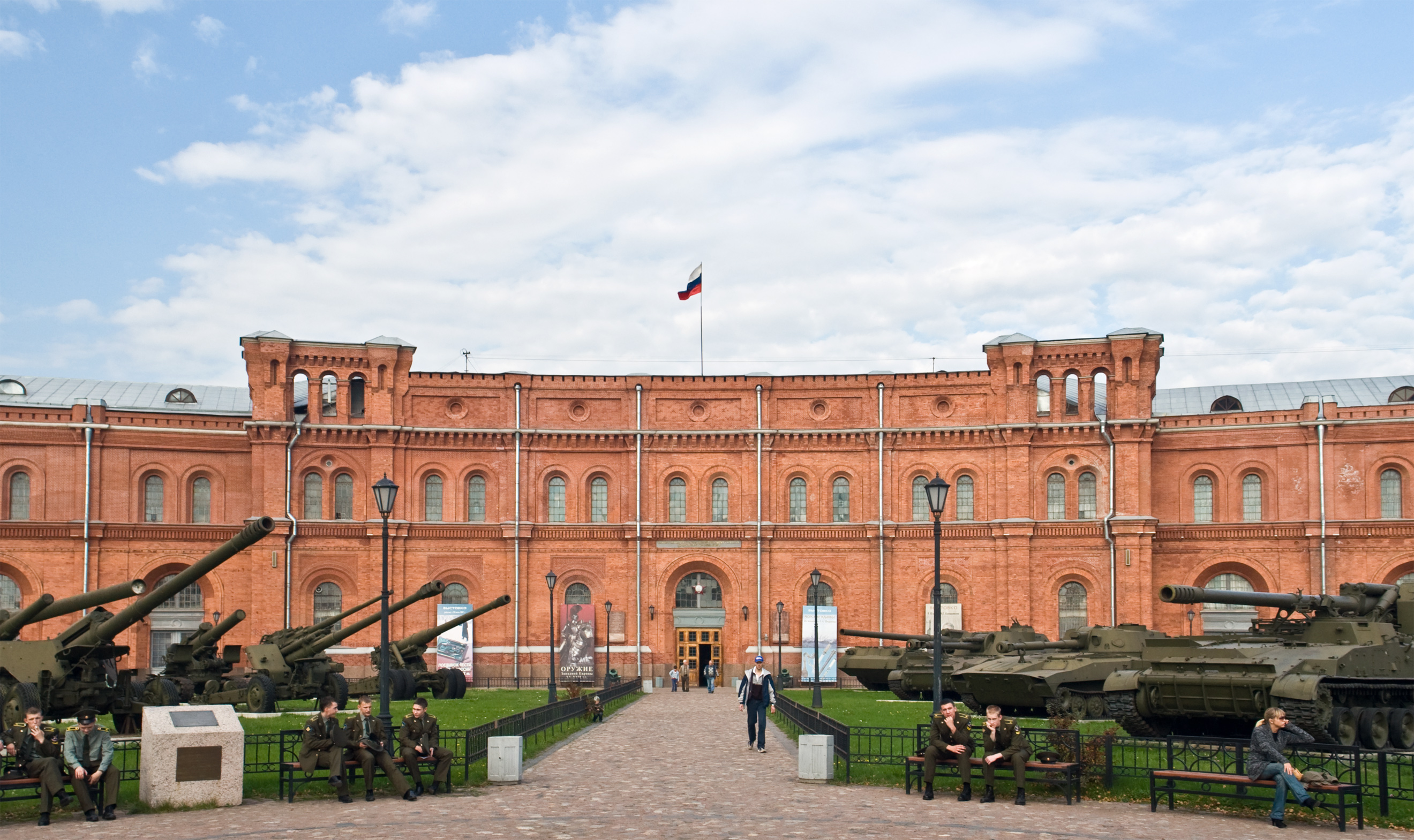
（各式火炮）
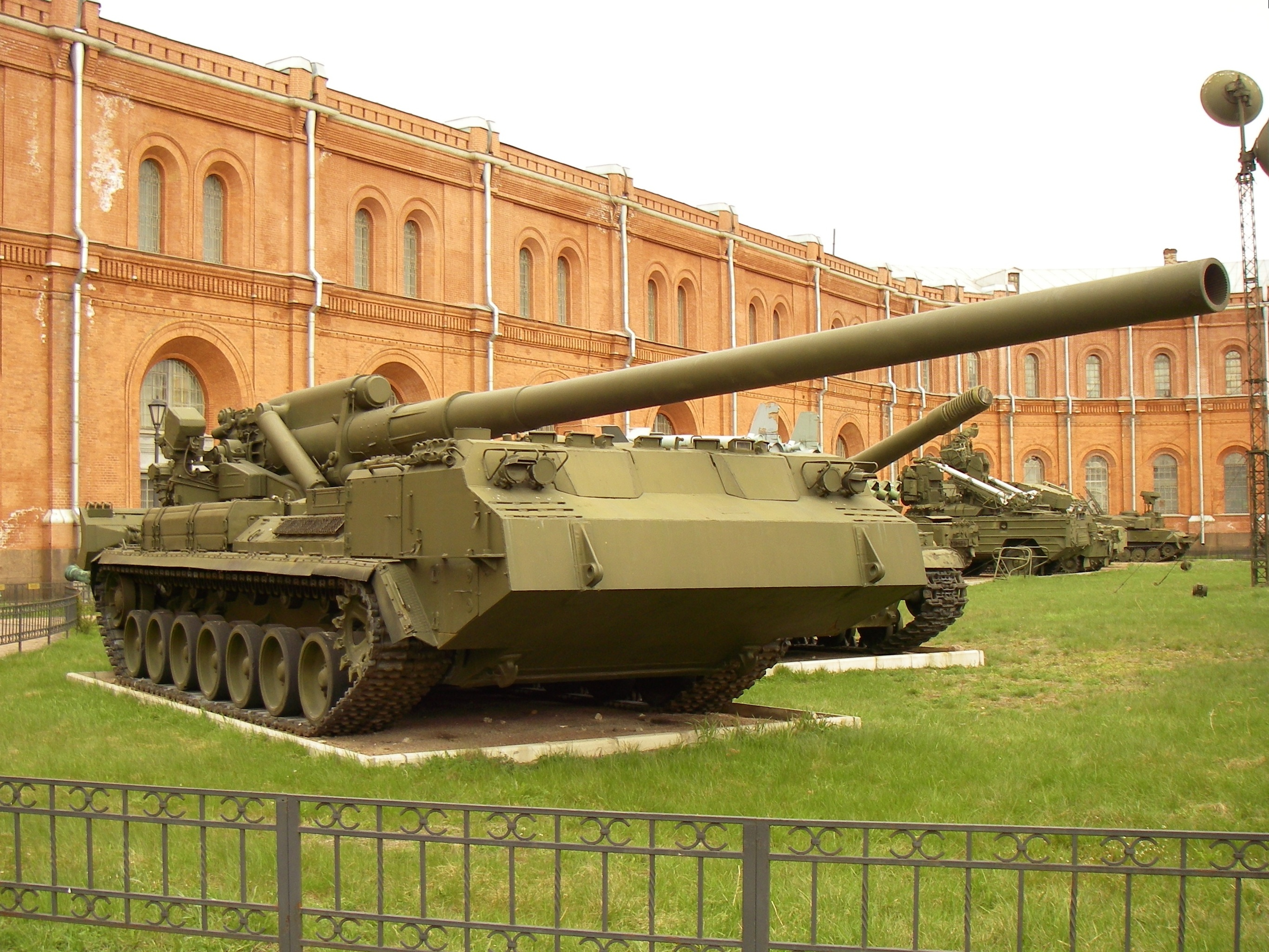
（2s7自行火炮）
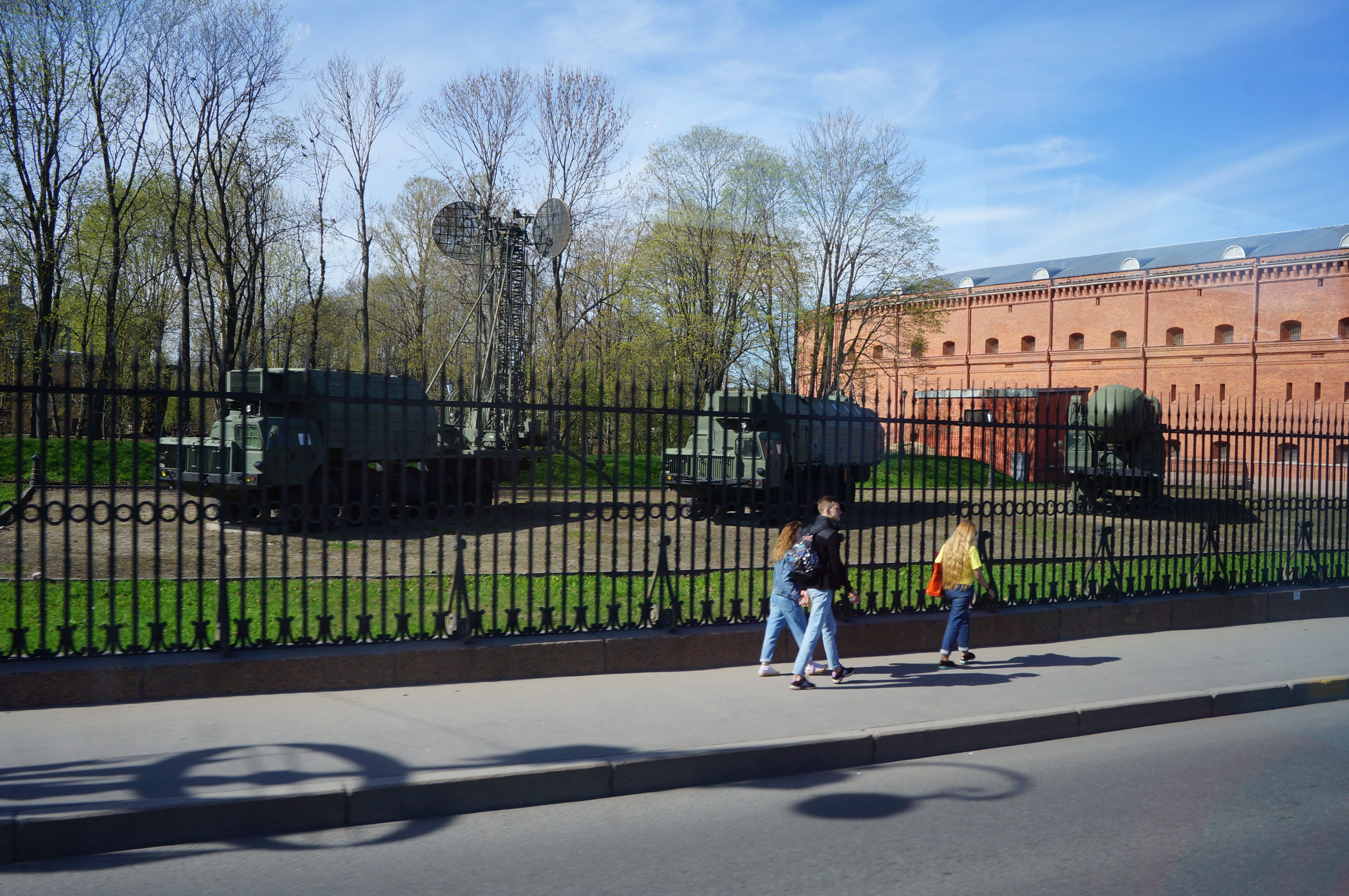
（洲际导弹发射系统）

## 外部連結
- Official website （页面存档备份，存于） (in English)
- Unofficial website （页面存档备份，存于） (in Russian)
- . Xenophon Group International.   [2009-06-20]. （原始内容存档于2021-07-09）.
- . Saint-Petersburg.com.   [2009-06-20]. （原始内容存档于2009-04-23）.
- Military Historical Museum of Artillery, Engineer and Signal Corps (Saint Petersburg) （页面存档备份，存于）